# Richard Bugdalle
Otto Richard Bugdalle (* 11. September 1907 in Pomßen; † 27. Juni 1982 in Saal an der Donau) war ein deutscher SS-Hauptscharführer, Blockführer im KZ Sachsenhausen und verurteilter Kriegsverbrecher.

## Leben
Richard Bugdalle war Sohn eines Forstarbeiters. In Otterwisch besuchte er die Volksschule. Nach Beendigung der Schulzeit erlernte er das Wagenbauerhandwerk bei einem Stellmachermeister in Bad Lausick. Er legte die Gehilfenprüfung ab und war bis 1933 bis im erlernten Handwerk bei verschiedenen Meistern als Gehilfe tätig. 
Zum 1. Dezember 1931 trat er der NSDAP (Mitgliedsnummer 740.431) und im selben Jahr der SS bei. Ab November 1933 war er beim SS-Sonderkommando Sachsen in Dresden tätig. Ende 1934 trat er in die Wachmannschaft des KZ Sachsenburg ein. Von dort wechselte er im Dezember 1936 in den Sachsenburger Kommandanturstab. Wenige Monate später wurde er bereits als Blockführer und Leiter verschiedener Arbeitskommandos eingesetzt.
Im Juli 1937 wurde er in das KZ Sachsenhausen versetzt. Dort lauerte er Häftlingen auf, wenn diese sich unbeobachtet fühlten, und attackierte sie mit Schlägen. Ab 1938/1939 wurde Bugdalle in der „Isolierung“ eingesetzt, einem abgezäunten Bereich im Lager, in dem Gefangene besonders grausam behandelt wurden. Er ließ Häftlinge im Winter mit kaltem Wasser übergießen und draußen erfrieren.
Von August 1941 bis Mai 1942 wurde Bugdalle als Kommandoführer im Außenlager Drögen eingesetzt. Anschließend war er an einer Massenmordaktion im Außenlager Klinkerwerk beteiligt. Durch provozierte Arbeitsunfälle und gezielte Misshandlungen töteten SS-Männer und Funktionshäftlinge innerhalb weniger Monate etwa 200 Homosexuelle. Sommer 1942 meldete er sich als Ausbilder zur Waffen-SS und kam nach Belgrad. Als er gegenüber einem Vorgesetzten die Beherrschung verlor und diesen verprügelte, wurde er degradiert. Für sechs Monate kam er in ein Militärstraflager, bevor er an die Front versetzt wurde.
Bei Kriegsende 1945 geriet er in der Steiermark in amerikanische Gefangenschaft und wurde in das Internierungslager Dachau gebracht. Im Jahre 1946 wurde er bereits entlassen und von der Spruchkammer München 1948 als „Mitläufer“ eingestuft. Im November 1957 wurde er in Haft genommen. Am 20. Januar 1960 wurde er vom LG München I wegen Mordes in neun Fällen zu lebenslanger Haft verurteilt. Am 1. März 1978 wurde er aufgrund seines Gesundheitszustandes bedingt entlassen. Bugdalle verbrachte die letzten Lebensjahre bis zu seinem Tod 1982 in einem Altenwohnheim, wo ihn die Stille Hilfe weiterhin betreute, finanziell unterstützte und mit Kleidung versorgte.